# Detroit Film Critics Society
The Detroit Film Critics Society (DFCS) ist eine Organisation von Filmkritikern aus Detroit, Michigan, in den USA. Sie verleiht zum Jahresende jeweils kurz vor Weihnachten Filmpreise in mehreren Kategorien.

## Geschichte
Die Detroit Film Critics Society wurde Anfang des Jahres 2007 gegründet und besteht aus einer Gruppe von mehr als zwanzig Filmkritikern, die im Umfeld (rund 150 Meilen) von Detroit Filmkritiken schreiben oder veröffentlichen. Zu diesen gehören beispielsweise Kritiker aus den Städten Ann Arbor, Grand Rapids, Kalamazoo, Lansing oder Flint. Als Voraussetzung für die Mitgliedschaft muss ein Filmkritiker mindestens 12 Filme in einem Jahr bewertet und diese in namhaften Publikationen (Printmedien, Radio, Fernsehen oder Internet) veröffentlicht haben. Es werden hierbei jeweils maximal zwei Bewerber pro Veröffentlichung zugelassen. Die Teilnehmer sind zudem verpflichtet die Preisträger zum Jahresende öffentlich bekanntzugeben. Jährlich zeichnet die Detroit Film Critics Society Kritiker mit dem DFCS-Awards in den Kategorien: Bester Film, beste Regie, bester Darsteller, beste Darstellerin, bester Nebendarsteller, beste Nebendarstellerin, bestes Ensemble, Breakthrough Performance (auch Best Newcomer, Debütant,), bestes Drehbuch und bester Dokumentarfilm aus.

## Preisverleihungen
| Jahr  | Film                   | Regie – Film                                 | Darsteller – Film – Rolle Darstellerin – Film – Rolle                                                                                         | Nebendarsteller – Film – Rolle Nebendarstellerin – Film – Rolle                                                                | Ensemble – Film                                           | Breakthrough/Newcomer – Film                                   | Drehbuch – Film – Autor                      | Dokumentarfilm       |
| ----- | ---------------------- | -------------------------------------------- | --- | --- | --------------------------------------------------------- | -------------------------------------------------------------- | -------------------------------------------- | -------------------- |
| 2007: | No Country for Old Men | Ethan und Joel Coen – No Country for Old Men | - George Clooney – Michael Clayton – Michael Clayton - Elliot Page – Juno – Juno MacGuff                                                      | - Javier Bardem – No Country for Old Men – Anton Chigurh - Tilda Swinton – Michael Clayton – Karen Crowder                     | Juno                                                      | Diablo Cody – Juno                                             | –                                            | –                    |
| 2008: | Slumdog Millionaire    | Danny Boyle – Slumdog Millionaire            | - Mickey Rourke – The Wrestler – Ruhm, Liebe, Schmerz – Randy „The Ram“ Robinson - Kate Winslet – Zeiten des Aufruhrs – April Wheeler         | - Heath Ledger – The Dark Knight – Joker - Marisa Tomei – The Wrestler – Ruhm, Liebe, Schmerz – Cassidy                        | Frost/Nixon                                               | Martin McDonagh – Brügge sehen… und sterben?                   | –                                            | –                    |
| 2009: | Oben                   | Pete Docter – Oben                           | - Colin Firth – A Single Man George Falconer - Gabourey Sidibe – Precious – Das Leben ist kostbar – Claireece „Precious“ Jones                | - Christoph Waltz – Inglourious Basterds – Oberst Hans Landa - Mo’Nique – Precious – Das Leben ist kostbar – Mary Lee Johnston | Hangover                                                  | Gabourey Sidibe – Precious – Das Leben ist kostbar             | –                                            | –                    |
| 2010: | The Social Network     | Danny Boyle – 127 Hours                      | - Colin Firth – The King’s Speech – König Georg VI. von England - Jennifer Lawrence – Winter’s Bone – Ree Dolly                               | - Christian Bale – The Fighter – Dickie Eklund - Amy Adams – The Fighter – Charlene Fleming                                    | Winter’s Bone                                             | Jennifer Lawrence – Winter’s Bone                              | –                                            | –                    |
| 2011: | The Artist             | Michel Hazanavicius – The Artist             | - Michael Fassbender – Shame – Brandon Sullivan - Michelle Williams – My Week with Marilyn – Marilyn Monroe                                   | - Christopher Plummer – Beginners – Hal - Carey Mulligan – Shame – Sissy Sullivan                                              | Carnage                                                   | Jessica Chastain – The Help, Take Shelter und The Tree of Life | Moneyball – Steven Zaillian und Aaron Sorkin | Tabloid              |
| 2012: | Silver Linings         | David O. Russell – Silver Linings            | - Daniel Day-Lewis – Lincoln – Abraham Lincoln - Jennifer Lawrence – Silver Linings – Tiffany Maxwell                                         | - Robert De Niro – Silver Linings – Pat Solitano Sr. - Anne Hathaway – Les Misérables – Fantine                                | Lincoln                                                   | Zoe Kazan – Ruby Sparks                                        | Silver Linings – David O. Russell            | Jiro Dreams of Sushi |
| 2013: | Her                    | Alfonso Cuarón – Gravity                     | - Matthew McConaughey – Dallas Buyers Club – Ron Woodroof - Brie Larson – Short Term 12 – Grace                                               | - Jared Leto – Dallas Buyers Club – Rayon - Scarlett Johansson – Her – Samantha                                                | American Hustle                                           | Brie Larson – Short Term 12                                    | Her – Spike Jonze                            | Stories We Tell      |
| 2014: | Boyhood                | Richard Linklater – Boyhood                  | - Michael Keaton – Birdman oder (Die unverhoffte Macht der Ahnungslosigkeit) – Riggan Thomson - Rosamund Pike – Gone Girl – Amy Elliott-Dunne | - J. K. Simmons – Whiplash – Terence Fletcher - Patricia Arquette – Boyhood – Olivia Evans                                     | Birdman oder (Die unverhoffte Macht der Ahnungslosigkeit) | Damien Chazelle – Whiplash (Regie, Drehbuch)                   | Richard Linklater – Boyhood                  | Citizenfour          |
| 2015: | Spotlight              | George Miller – Mad Max: Fury Road           | - Michael Caine – Youth – Fred Ballinger - Saoirse Ronan – Brooklyn – Eilis Lacey                                                             | - Liev Schreiber – Spotlight – Marty Baron - Alicia Vikander – The Danish Girl – Gerda Wegener                                 | Spotlight                                                 | Alicia Vikander – Ex Machina, The Danish Girl (Schauspielerin) | Josh Singer, Tom McCarthy – Spotlight        | Amy                  |

[veraltet]